# Zumpy
Zumpy (niem. Sumpen) – wieś sołecka znajdująca się w gminie Boronów w powiecie lublinieckim w województwie śląskim.

## Położenie geograficzne
Zumpy położone są na obszarze Śląska Białego, w północnej części Górnego Śląska. Według podziału ze względu na obszary kulturowe, leżą one na terenie ziemi lublinieckiej.
Ze względu na położenie geomorfologiczne Zumpy leżą na Wyżynie Woźnicko-Wieluńskiej, w obrębie Garbu Herbskiego.
Z geobotanicznego punktu widzenia miejscowość należy do krainy Wyżyn Południowo-wschodnich do Podkrainy Górnośląskiej.
Ponadto cały obszar miejscowości w roku 1998 włączony został w obręb nowo powstałego Parku Krajobrazowego Lasy nad Górną Liswartą. W miejscowości znajdują się pomnikowe lipy i dęby.
W pobliżu sołectwa znajdują się pozostałości po XIX-wiecznej kopalni rud żelaza w formie kilkumetrowej wysokości hałd i cieku wodnego, pełniącego wcześniej najprawdopodobniej funkcję sztolni. Na terenie sołectwa znajduje się Leśnictwo Dębowa Góra, należące do nadleśnictwa Koszęcin. Wcześniej w Zumpach swoją siedzibę miało nadleśnictwo Zumpy.

## Historia miejscowości

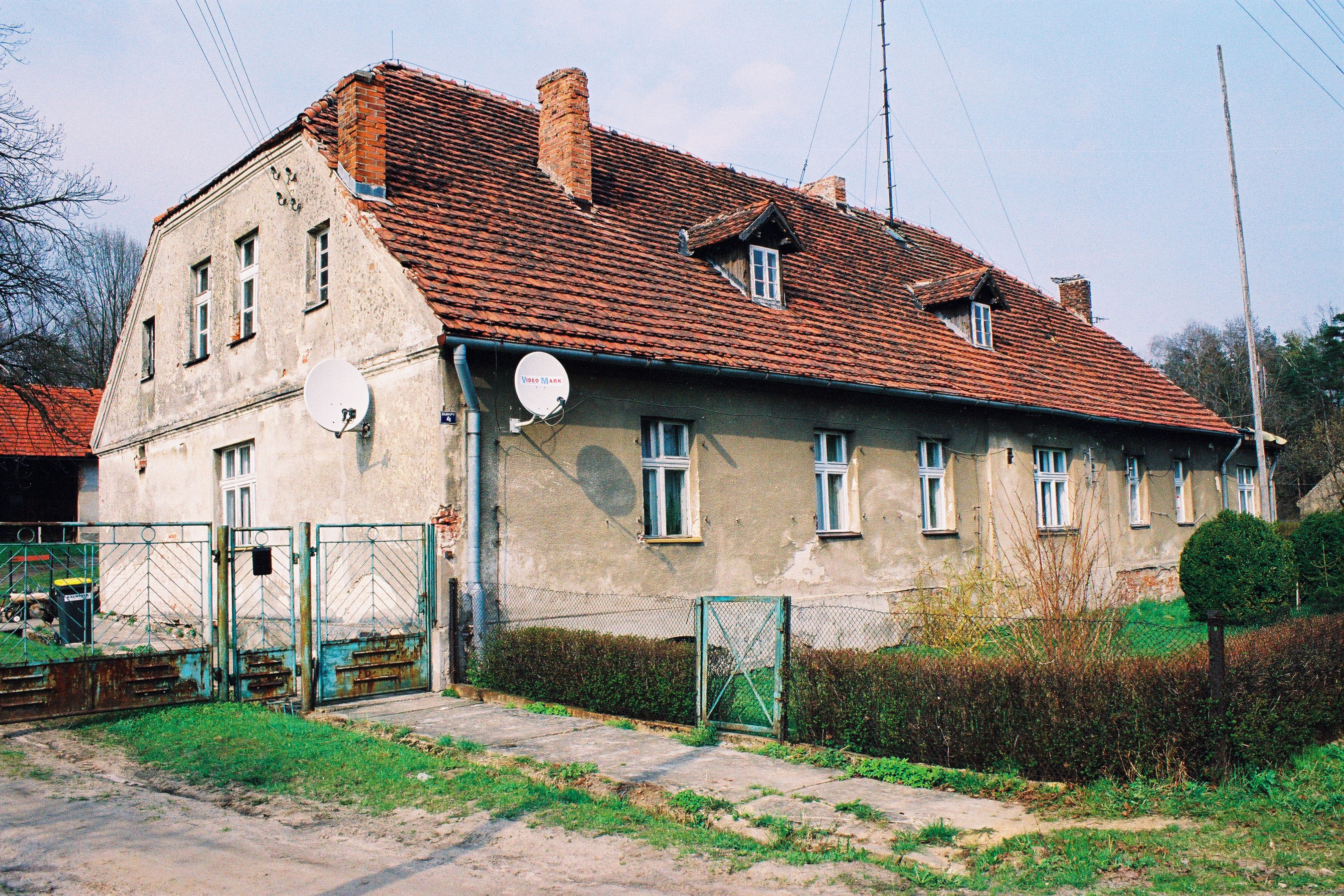
Budynek byłego nadleśnictwa (2006)

Zumpy zostały założone pod koniec lat 70. XVIII wieku roku jako kolonia dla niemieckich górników sprowadzonych dla działającej wówczas kopalni. Mieszkańcy miejscowości w większości później się spolonizowali, część ich potomków uważa się dziś za mniejszość niemiecką. Sołectwo składa się z historycznie dwóch przylegających do siebie dzielnic Zumpów i Lisiej Góry (polska nazwa tej części wioski została zniemczona jako Lissengora – prawdopodobnie wcześniej mogła mieć ona nazwę Łysa Góra). Łysa Góra lub Lisia Góra była wioską istniejącą przed Zumpami i w momencie osadzania się tutaj osób, cała miejscowość nosiła nazwę Lissagura, dopiero w późniejszym okresie wydzieliła się kolonia Zumpy (Sumpen). Etymologicznie nazwa ta wywodzi się od bagien (Sumpfen, Sümpfe)). Nazwa Zumpy (Zompy) była jednak już używana przed założeniem niemieckiej kolonii w metrykach boronowskiej parafii.
W roku 1830 miejscowość liczyła 74 mieszkańców, natomiast w 1908 – 185.

## Kopalnia rud żelaza
W lasach znajdujących się przy miejscowości znajduje się kilkadziesiąt wyrobisk w postaci kopców, będących świadectwem istnienia na tym terenie kopalni, jaka założona była przez księcia Hohenlohe, właściciela tychże dóbr. W kilku miejscach istnieją też pozostałości po działających wcześniej sztolniach. Prawdopodobnie w XVII wieku wydobywano w tym miejscu m.in. rudy srebrno-ołowiowe. 
W roku 1840 wydobywano w kopalni 6.000 ton kruszcu, w roku 1847 - 7.652 tony, w 1857 - 6.480 ton, a w 1872 już tylko 2.142. Przewożono ją do pieców hutniczych w Chwostku, Bruśku i Tworogu. Głębokość szybów dochodziła do 20 metrów, a długość chodników do 40 metrów, przy wysokości 70-100 cm. Szyby miały swoje nazwy, zazwyczaj od nazwisk osób będących w nich rębaczami lub sztygarami.
W XIX wieku umiejscowiona była w miejscowości kapliczka św. Barbary, patronki górników, obecnie znajdująca się w miejscowości Boronów. Po zlikwidowaniu kopalni prawdopodobnie w 1880 roku, Fryderyk Wilhelm von Hohenlohe trzy lata później rozpoczął starania o eksploatację nowych złóż na tym terenie, ale ze względu na koszty transportu i niezdecydowanie towarzystwa akcyjnego Zjednoczone Huty Królewska i Laura nie doszły one do skutku.
Z XIX wieku do chwili obecnej zachowało się kilka budynków drewnianych i murowanych, w tym budynek byłego nadleśnictwa.

## Podania związane z okolicą Zumpów
- Istnieje podanie o tym, że pracujący w kopalni górnicy zostali zasypani i od tego czasu kopalnia nie jest eksploatowana.
- Przy drodze z Boronowa do Olszyny przechodzącej obok Zumpów przepływa strumyk określany nazwą Ryzio. Położony jest on na terenie dawnej eksploatacji rud żelaza. Według podania, w nocy przechodzących obok ludzi spotykać mogą duchy lub siły próbujące ich tam zatrzymać.